# Marthella
Marthella es un género monotípico de plantas con flores perteneciente a la familia Burmanniaceae. Su única especie: Marthella trinitatis Urb., es originaria de Trinidad.

## Descripción
Es una planta herbácea de crecimiento erecto y que llega a 3-11  centímetros de altura. Funciona sin fotosíntesis, pero vive parasitariamente de hongos y es completamente dependiente de la dieta de estos.
Los ejes de las inflorescencias son de color morado y no ramificados. Las inflorescencias son terminales con flores simples o bifurcadas. Las frutas en cápsulas  en forma de huevo invertido, de 1,8 a 2 milímetros de largo y 1.1 a 1.5 milímetros de ancho. 

## Taxonomía
Marthella trinitatis fue descrita por (Johow)   Urb. y publicado en Symbolae Antillanae seu Fundamenta Florae Indiae Occidentalis 3(3): 448. 1903.
Etimología
El nombre del género honra a Martha, la esposa del descriptor Ignatz Urban y el epíteto se refiere a la ubicación de la Isla Trinidad.
Sinonimia
- Gymnosiphon trinitatis Johow, Jahrb. Wiss. Bot. 20: 477 (1889).[2][4]